# Revelsholmen
Revelsholmen är en ö i Finland. Den ligger i Perho å och i kommunen Karleby i den ekonomiska regionen  Karleby  och landskapet Mellersta Österbotten, i den centrala delen av landet, 400 km norr om huvudstaden Helsingfors. Öns area är 0,6 hektar och dess största längd är 250 meter i sydöst-nordvästlig riktning.